# 市原市立光風台小学校
市原市立光風台小学校（いちはらしりつ こうふうだいしょうがっこう）は、千葉県市原市光風台にある公立小学校。文部科学省の学校コードはB112210004636、旧学校調査番号は121088。

## 概要
市原市中部の三和地区に位置する。光風台団地の造成による児童数増加のため市原市立海上小学校と市原市立戸田小学校から分離した新設校である。校舎の設置までは団地を造成した民間企業によって行われ、それを市原市が買収する形をとっている。児童数は最も多い時期には1,200名を超えていたが、現在は約200名ほどまで減少している。

## 沿革

### 概歴
1980年（昭和55年）に市原市立戸田小学校と市原市立海上小学校より分離して市原市立光風台小学校として開校した。団地を造成した日建不動産が校舎を代理で設置し、完成された校舎とその敷地を市が買収する形をとっているため、同時期に市内で建設された市立学校の校舎とは設計の傾向が少し異なる。ここから1982年（昭和57年）に増築校舎が完成するまでは一部児童がプレハブ校舎で授業を受けた。学校実績としては当時の文部省および市原市教育委員会の研究学校指定を2007年（平成20年）までに合計7回受けており、1994年（平成6年）には千葉県教育功労者・団体の部を受賞している。学校教育として1987年（昭和62年）頃から畑作などの体験的学習を開始しており、1992年（平成4年）には学校敷地内に水田を造成している。

### 年表
- 1980年（昭和55年）4月1日 - 市原市立光風台小学校として開校[3]。
- 1983年（昭和58年）4月1日 - 中学校区が市原市立双葉中学校に変更[4]。
- 1993年（平成4年） - 男子ミニバス部が全国大会ベスト16に入る[3]。

## 施設

### 敷地
敷地の詳細は以下の通りである。
| 所在地     | 〒290-0255 千葉県市原市光風台4丁目546番地 |
| 所有者     | 市原市                                    |
| 敷地面積   | 26,579m2                                  |
| 用途地域   | 第一種低層住居専用地域                    |
| 指定建蔽率 | 50%                                       |
| 指定容積率 | 100%                                      |
| 取得価格   | 870,610,000円                             |

### 建物
敷地内の建物は以下の通りである。
| 棟番号 | 棟名称      | 構造   | 階数        | 延床面積   | 建築年 | 耐震   | 耐震       | Is値 | 備考       |
| ------ | ----------- | ------ | ----------- | ---------- | ------ | ------ | ---------- | ---- | ---------- |
| 001    | 校舎-1      | RC造   | 地上3階建て | 3,043.00m2 | 1980年 | 旧基準 | 耐震工事済 | 0.74 |            |
| 002    | 校舎-2      | RC造   | 地上3階建て | 2,167.00m2 | 1982年 | 新基準 | 耐震工事済 | 0.76 | [ 注釈 1 ] |
| 003    | 体育館      | RC造   | 地上1階建て | 805.00m2   | 1981年 | 旧基準 | 耐震工事済 | 1.26 |            |
| 004    | 渡り廊下ー1 | RC造   | 地上3階建て | 87.00m2    | 1982年 | 新基準 | 耐震性あり | 1.58 | [ 注釈 2 ] |
| 005    | 倉庫・物置  | 木造   | 地上1階建て | 83.00m2    | 1981年 | -      | -          | -    |            |
| 006    | 倉庫・物置  | 木造   | 地上1階建て | 37.00m2    | 1980年 | -      | -          | -    |            |
| 007    | 倉庫・物置  | 鉄骨造 | 地上1階建て | 31.00m2    | 1995年 | -      | -          | -    |            |
| 008    | 倉庫・物置  | 木造   | 地上1階建て | 26.00m2    | 1984年 | -      | -          | -    |            |

### 併設施設
- 光風台小学校児童クラブ（学童保育）

## 規模
2022年（令和4年）5月1日現在の学校規模は以下の通りである。
| 児童数       | 224名    |
| 学級数       | 11学級   |
| 通学区域面積 | 3.340km2 |
| 通学区域人口 | 6,999人  |

## 諸活動

### 部活動
1993年（平成5年）に本校男子ミニバスケットボール部が千葉県大会で優勝、全国大会ではベスト16に入った。

## 通学区域
以下の町丁字とその範囲を通学区域として指定している。
- 光風台1 - 5丁目
- 安須の一部
- 高坂の一部
- 中高根の一部
- 風戸の一部
- 引田の一部
- 新生の一部

## 通学区域内施設
通学区域内の主な施設は以下の通りである。なお、小湊鐵道小湊鉄道線の光風台駅は市原市立戸田小学校の通学区域にある。
- 市原市立双葉中学校
- 光風台三育小学校
- 光風台中央公園

## 中学校区
1980年度 - 1982年度
- 市原市立三和中学校
- 市原市立南総中学校

1983年度 -
- 市原市立双葉中学校

## 隣接小学校区
- 市原市立有秋東小学校
- 市原市立海上小学校
- 市原市立養老小学校
- 市原市立戸田小学校

## アクセス
- 光風台駅から徒歩30分
- 小湊鐵道バス
  - （光01、姉07、姉27、姉28、姉32、姉33系統）「光風台坂上」で下車後、徒歩2分